# 哈吉
哈吉（阿拉伯語：حجّي），原意為「巡禮人」或「朝覲者」，是伊斯蘭文化中，給予曾經前往阿拉伯的天方（即回教聖地麥加）進行朝覲、並按規定完成朝覲功課之男女穆斯林的尊稱。

## 中文（華語）譯名
- 中國內地：哈吉
- 香港/澳門：哈哲（靠近粵音）
- 馬來西亞/新加坡/汶莱：哈芝
- 印度尼西亚：哈夷
- 孟加拉国/印度: 哈吉
- 台灣：哈智
- 其它异譯：阿吉/哈指/哈治/哈志[2]